# オールドスクール・ヒップホップ
オールドスクール・ヒップホップ(Old Skool Hip Hop)とは、ヒップホップ黎明期のラップを指す音楽用語である。エンジョイ・レコードやシュガーヒル・レコードなどのラッパー、DJらが代表的な存在。

## 歴史
オールドスクールは、1970～1980年代のニューヨーク市、サウス・ブロンクスなどで開かれていたブロックパーティから登場してきた。1970年代、クール・ハークやグランドマスター・フラッシュ、アフリカ・バンバータに代表される、DJが登場し始める。
ブロック・パーティーの人気が高まるに連れ、音楽が流れている間に、マイクを取ってセリフを挟む若者たちがあらわれた。所謂、MCと呼ばれる人々の登場である。グランドマスター・フラッシュ&フューリアスファイブのメンバーであったメリー・メルは、自らMCを名乗った初期の若者だった。当時、パフォーマーたちは、単調なビート・ミュージックに、コーラスと共に、即興で長時間MCを続けた。MCの言い回しやリズムの取り方に、簡潔に韻を踏む行為も行われ始めた。彼らが取り入れた韻を踏む歌詞（ライム）は、ゲトーのアフリカ系アメリカ人の文化から取り入れたものであった。
オールドスクール・ヒップホップでは、ディスコ、ソウル、ファンクなどの音源をバックトラックとして使用することが多かった。シュガーヒル・ギャングの場合、シュガーヒル・レコードのハウスバンドの生の演奏を利用した。ヒップホップのソウル・チャートでの成功への第一歩は、1979年に発表された2枚の作品によって踏み出された。ファンクのファットバック・バンドの｢キング・ティムIII｣と、シュガーヒル・ギャングの｢ラッパーズ・ディライト｣である。ファットバックバンドの作品が最初に録音されたラップ音楽であるとされているが、初めてポップ・チャートでの成功を収めたのは、シュガーヒル・ギャングの方である。シュガーヒル・ギャングは、サウス・ブロンクスのゲットーの若者にとっては親近感を感じる存在ではなかったが、｢ラッパーズ・ディライト｣は、ビルボード誌のシングルトップ40に入るほどのヒットを記録した。やがてオールドスクールのアーティストたちは、ドラムマシンや、人気曲の間奏部のサンプリング済みの素材などを活用するようになった。そしてミックス技術やスクラッチ技術も発達していった。スクラッチは、70年代後半にグランドウィザード・セオドアの手によって考案され、グランドマスター・フラッシュがレコードの中で使用した。スクラッチという技法の登場は、後のヒップホップ界におけるリミックスの隆盛に繋がっている。1985年ごろには、プロデューサー、マーリー・マールや、ランDMCらが登場してきたことで、後のヒップホップにも影響を及ぼすことになった。後に登場してくるニュースクール・ヒップホップと比べると、オールドスクール・ヒップホップで行われるラップは、ライムやバックトラックの点で素朴であるとも解釈できる。
オールドスクールのラップは、仲間内でのパーティーなどの楽しい時間、友人たちと深夜まで遊ぶことなどに焦点を当てることも多かった。しかし、そこに1つの例外が登場する。グランドマスター・フラッシュ&フューリアスファイブのラップ曲｢ザ・メッセージ｣である。この曲が人気を博したことで、ヒップホップ界に社会派ラップという流れが登場した。
オールド・スクール・ラッパーにはカーティス・ブロウ、コールド・クラッシュ・ブラザーズ、グランドマスター・フラッシュ&フューリアスファイブ、トリーチャラス・スリー、スプーニー・ジー、アフリカ・バンバータ、ファブ・ファイブ・フレディらいた。
1980年代に、ヒップホップは多様化を見せ始め、ミドル・スクール・ヒップホップやニュースクール・ヒップホップが登場した。単純なサウンドのバックトラックは、サンプリングによるトラックに変化し、ハードコア・ラップやギャンスタ・ラップ/Gファンクなども現れた。

## 主なアーティスト
- グランドマスター・フラッシュ
- トリチャラス・スリー
- アフリカ・バンバータ
- クール・ハーク
- スーパー・ウルフ[7]
- Tスキ・ヴァリー[8]
- スプーニーG